# 韩世昌 (1940年)
韩世昌（1940年9月—2017年5月4日），河南任丘人，中华人民共和国政治人物。

## 生平
1958年7月参加工作，1965年3月加入中国共产党。1982年至1990年，任中共河南省委组织部副处长；1991年1月至1996年，任信阳地委委员、组织部部长；1996年至1998年7月，任信阳地委副书记。1998年8月，信阳撤地设市，任信阳市委副书记。9月，经信阳市第一届人大一次会议选举，当选为市一届人大常委会副主任。2004年2月退休。2017年5月4日在信阳逝世，享年77岁。